# Mariya Filipova
Pour les articles homonymes, voir Filipova.
Mariya Filipova est une ancienne joueuse bulgare de volley-ball née le 10 septembre 1982 à Sofia. Elle mesure 1,78 m et jouait au poste de libero. Elle a mis un terme à sa carrière de volleyeuse professionnelle en 2017.

## Clubs
| Club                  | De        | À         |
| --------------------- | --------- | --------- |
| Levski Sofia          | 2001-2002 | 2003-2004 |
| Fakel Novy Ourengoï   | 2004-2005 | 2004-2005 |
| Hainaut Volley        | 2005-2006 | 2005-2006 |
| Racing Club de Cannes | 2006-2007 | 2006-2007 |
| Panellinios Athènes   | 2007-2008 | 2007-2008 |
| CSU Metal Galați      | 2008-2009 | 2009-2010 |
| Lokomotiv VK          | 2010-2011 | 2013-2014 |
| Volley 2002 Forlì     | fév 2015  | mai 2015  |
| Telekom Bakou         | 2015-2016 | 2016-2017 |

## Palmarès

### Équipe nationale
- Ligue européenne
  - Finaliste : 2010, 2012.

### Clubs
- Championnat de Bulgarie
  - Vainqueur : 2002, 2003.
- Coupe de Bulgarie
  - Vainqueur : 2002, 2003.
- Championnat de France
  - Vainqueur : 2007.
- Coupe de France
  - Vainqueur: 2007.
- Championnat de Roumanie
  - Vainqueur : 2009, 2010.
- Coupe de Roumanie
  - Vainqueur : 2009.
- Championnat d'Azerbaïdjan
  - Finaliste : 2012, 2016.
- Challenge Cup
  - Vainqueur : 2012.
  - Finaliste : 2011.

### Distinctions individuelles
- Ligue européenne de volley-ball féminin 2009: Meilleure libero.
- Ligue européenne de volley-ball féminin 2010: Meilleure libero.